# Дамян Георгиев (футболист)
Дамян Георгиев (роден на 18 януари 1950 г.), наричан по прякор Чудото, е бивш български футболист, флангови нападател. Клубна легенда на Черно море (Варна), където преминава цялата му състезателна кариера.

## Биография
Георгиев е възпитаник на школата на Черно море (Варна). През 1968 г. е включен в първия състав на „моряците“ и дебютира в А група на 18-годишна възраст. Година по-късно става европейски шампион с юношеския национален отбор, с който записва 11 мача и 3 гола. На 28 декември 1969 г. дебютира за А националния отбор в контрола срещу Мароко, която е загубена с 0:3. Това му остава единственото участие за мъжкия състав на България. Между 1970 г. и 1972 г. изиграва 16 мача и вкарва 3 попадения за младежкия национален отбор.
Георгиев играе за Черно море в продължение на 10 години. В първенството записва общо 245 мача с 63 гола – 215 мача с 55 гола в А група и 30 мача с 8 гола в Б група. Бърз, пробивен и техничен футболист. Майстор на спечелването на дузпи. По време на кариерата му са отсъдени 58 наказателни удара за Черно море след нарушения срещу него.
След края на състезателната си кариера се занимава с треньорска дейност. Седемнадесет години работи в детско-юношеската школа на клуба. Впоследствие е бил начело на Овеч (Провадия), Локомотив (Каспичан) и Ботев (Нови Пазар), чийто състав успява да изведе до промоция за Б група. През 1996 г. за кратко е старши треньор на Черно море. Живее в Орландо (Флорида), САЩ. Умира на 8 май 2022 г.